# Emeka Okereke
Emeka Okereke (* 1980) je nigerijský fotograf, filmař, spisovatel a vizuální umělec, který žije a pracuje v Lagosu a Berlíně. Okereke je spoluzakladatelem organizace Invisible Borders Trans-African Photographers Organization. V roce 2018 obdržel ocenění Řád umění a literatury od vlády Francie.

## Vzdělání
Emeka Okereke získal magisterský titul na École nationale supérieure des Beaux-Arts de Paris (Národní školy výtvarného umění v Paříži) v roce 2008.

## Kariéra
V roce 2009 Okereke založil organizaci The Invisible Borders Trans-African Organisation, kolektiv umělců, jejichž projekty zahrnují Invisible Borders Trans-African Road Trip a The Trans-African, časopis o afrických uměních a vizuální kultuře.
Jeho instalace 'A Trans-African Workspace' byla vystavena na 56. bienále v Benátkách v roce 2015.
V létě 2018 Okereke jako host přednášel na Letní akademii výtvarných umění v Salcburku v Rakousku.
V roce 2018 mu francouzská vláda udělila ocenění Chevalier De l'Ordre Des Arts et Des Lettres (Rytíř Řádu umění a literatury) jako uznání za jeho významný přínos umění v Africe a Evropě.

## Vybrané výstavy

### Samostatné výstavy
- 2018: „Exploring a Void“. Salzburger Kunstverein, Salzburg, Rakousko[7]
- 2008 Bagamoyo – Fotografie a užitečný prostor / Maputo-Catembe – Maputo, Mosambik[8]

### Skupinové výstavy
- 2017: Kolektivní myšlení, For Freedoms / Aperture Foundation – New York, Spojené státy americké[9]
- 2017: Kolektivismus. Kolektivy a jejich hledání hodnoty / Amsterdam Photography Museum (Foam) – Amsterdam, Nizozemsko[10]
- 2018: "Whose Land Have I Lit on Now?", Savvy Contemporary Berlin[11]
- 2016: Bez hranic / Galerie Dominique Fiat, Paříž, Francie[12]
- 2016: Unseen Art Photo Fair / Unseen Amsterdam – Amsterdam, Nizozemsko[13]
- 2015: 56. Benátské bienále – Benátky, Itálie

## Publikace
- 2018: Boj proti západní hegemonii prostřednictvím transafrické burzy[14]
- 2017: Agriculture – Le Grand Palais n'aurait pas pu être construit sans l'exploitation coloniale de l'Afrique
- 2017: SoučasnéAnd : The Neighbour-Hood Project[15]
- 2016: Trans-Africanism: An Urban Essay v The New African Magazine[16]
- 2015: Černé portréty: Čí je černá? v drobných literaturách[17]
- 2013: Artscape od Al Jazeery- Emeka Okereke: Invisible Borders[18]
- 2013: Dobrá Afrika – Emeka Okereke o fotografii a světě možností

## Ocenění a vyznamenání
- 2018 – Řád umění a literatury (rytíř)
- 2016 – nominace, Prix Elysée za fotografii (2016–2018)[19]
- 2016 Nominace, Prix Pictet, 2016
- 2009 Umělec roku, The Future Awards Africa
- 2008 Vítěz, Visa Pour la Creation pro projekt "Bagamoyo", Maputo Mosambik
- 2004 TV5, Paris Prize za nejlepší fotografii na výstavě "Made in Africa", Milán Itálie
- 2003 Nejlepší mladý fotograf 5. Festivalu fotografie, Bamako, Mali